# Mafraque
Mafraque es una población, perteneciente al municipio de Abanilla, en la Región de Murcia.
Cuenta con 7 habitantes (INE 2004). y se encuentra situado muy cerca de una de una de las carreteras principales que conecta la carretera comarcal de Abanilla-Santomera, con la carretera comarcal que conecta Orihuela con Abanilla. Muy cerca del polígono industrial y casi en el límite con la provincia de Alicante.